# Contea di Londra
La contea di Londra, nell'Inghilterra sud-orientale è stata una delle contee transitorie del paese, che si estendeva su quello che in origine era l'agglomerato della capitale tra la fine del XIX e la metà del XX secolo, succedendo al disciolto Metropolitan Board of Works.

## Governo locale
Nel 1900, undici anni dopo la sua fondazione, il London Government Act divise la contea di Londra in 28 borghi metropolitani (distretti). Questi sostituirono le antiche sagrestie parrocchiali e i consigli distrettuali come secondo livello del governo locale.
Borghi metropolitani della contea di Londra numerati nella casella delle informazioni sul lato destro:
| Borghi metropolitani       | Successor(i)           | Numero sulla mappa |
| -------------------------- | ---------------------- | ------------------ |
| City of London †           | City of London         | 1                  |
| Battersea                  | Wandsworth             | 28                 |
| Bermondsey                 | Southwark              | 8                  |
| Bethnal Green              | Tower Hamlets          | 6                  |
| Camberwell                 | Southwark              | 10                 |
| Chelsea                    | Kensington and Chelsea | 29                 |
| Deptford                   | Lewisham               | 11                 |
| Finsbury                   | Islington              | 4                  |
| Fulham                     | Hammersmith and Fulham | 25                 |
| Greenwich                  | Greenwich              | 14                 |
| Hackney                    | Hackney                | 16                 |
| Hammersmith                | Hammersmith and Fulham | 24                 |
| Hampstead                  | Camden                 | 20                 |
| Holborn                    | Camden                 | 3                  |
| Islington                  | Islington              | 18                 |
| Kensington (Royal Borough) | Kensington and Chelsea | 23                 |
| Lambeth                    | Lambeth                | 27                 |
| Lewisham                   | Lewisham               | 12                 |
| Paddington                 | Westminster            | 22                 |
| Poplar                     | Tower Hamlets          | 15                 |
| Shoreditch                 | Hackney                | 5                  |
| Southwark                  | Southwark              | 9                  |
| St Marylebone              | Westminster            | 21                 |
| St Pancras                 | Camden                 | 19                 |
| Stepney                    | Tower Hamlets          | 7                  |
| Stoke Newington            | Hackney                | 17                 |
| Wandsworth                 | Lambeth, Wandsworth    | 26                 |
| Westminster (City)         | Westminster            | 2                  |
| Woolwich                   | Greenwich, Newham      | 13                 |

† Non un borgo metropolitano.

## La contea
È stata una contea amministrativa dal 1889 al 1965, quando in seguito all'ulteriore espansione edilizia è entrata a far parte della Grande Londra.
Ereditando i poteri del soppresso Metropolitan Board of Works, fu la contea dotata dei maggiori poteri in tutta l’Inghilterra, essendo investita di molte mansioni che altrove erano di competenza dei comuni.
La riforma amministrativa si completò anche a livello sottostante nel 1900, quando il caotico tessuto di potere sul territorio venne razionalizzato in 28 borghi metropolitani.
Come accade oggi, la città di Londra vi faceva parte solo per le questioni amministrative, facendo invece contea a sé per le questioni cerimoniali.